# Fly (bài hát của Phillip Phillips)
"Fly" là ca khúc của ca sĩ, nhạc sĩ người Mĩ Phillip Phillips từ album phòng thu thứ hai của anh, Behind The Light. Album sẽ được phát hành bới Interscope Records.

## Bối cảnh
"Fly" được thu âm tại New York và được sản xuất bởi Todd Clark.

## Nội dung bài hát
MUSICInsideU cho rằng: "Fly là cuộc chiến giữa những người điều người khác nghĩ về anh, ràng buộc chúng với anh và con người thật của anh ấy. "Những người này không bao giờ chú ý đến tôi. Và tôi là người duy nhất nghĩ điều này thật không thể chấp nhận được." Phillip phá bỏ những gì mà mọi người xung quanh đã đặt cho anh, phối hợp rock guitar đơn với giọng hát đặc trưng của anh ấy. Chất giọng gần-như-theo-phong-cách-nhạc đồng quê cũng đồng thời pha trộn với lời bài hát đậm chất rock trong đĩa đơn mới, Fly. Phillip nói rằng: "Ý nghĩa ca khúc "Fly" của Phillip Phillips là về con người thực sự của anh ấy- như thế nào với bạn, và cũng về chính bạn. Ngoài kia, "ở khu phố bận rộn... người ta chẳng bao giờ chú ý đến tôi. Tôi không phù hợp với họ... thật khó để bộc lộ những điều tôi nghĩ. Câu hỏi là "...nên từ bỏ không? Làm thế nào tôi có thể tồn tại?". Một phần trong anh ấy dường như chỉ đang hòa vào giữa "hai nghìn khuôn mặt" trong đám đông. Phần sâu thẳm trong Phillip thì đang nổi loạn, phản đối lại việc anh ấy giả bộ giống như những người khác. "Cuộc chiến cuộc bạn đã kết thúc ư? Nó chỉ đang đến gần hơn thôi." Phillip sẽ không từ bỏ việc phá vỡ những bức tường rào của sự hỗn loạn, tàn nhẫn của một xã hội vô danh: "Tôi vươn tay tôi lên trời cao... và bay đi!"".

## Phát hành và phản hồi

### Phát hành
Ca khúc phát hành vào ngày 22 tháng 4 năm 2014. Cũng vào ngày hôm đó, "Behind the Light" sẵn sàng để đặt hàng trước.

### Tiếp nhận
Những lời khen ngợi đầu tiên dành cho ca khúc đến từ Direct Lyrics, trang này nói rằng "Fly" đang được ca ngợi bởi những người hâm mộ trên Twitter. "Tiếng guitar solo, tiếng trống kinh điển và giọng hát đầy cảm xúc của Phillip đã trở thành điểm nhấn đáng được chú ý của ca khúc. Không nghi ngờ gì nữa, "Fly" quả thật là một bản thu âm dữ dội. "Tôi thấy thật khó để bộc lộ những suy nghĩ trong tôi", quán quân American Idol mùa thứ 11 hát trong đoạn điệp khúc của ca khúc. Phải, Phillip! Tôi thích điều này." Tác giả John Frahm của trang Yahoo! Voices đưa ra nhận xét tích cực cho ca khúc: "Trong "Fly", Phillip dịch chuyển mạnh mẽ sang phong cách Alternative rock khá dễ dàng, anh ấy chắc chắn không bao giờ bỏ qua những nhạc cụ lớn; điều này làm chúng tôi nghĩ rằng anh ta là người sắp xếp không bỏ sót bất cứ thứ gì; điều này giúp cho giọng hát và phong cách của anh mang đậm dấu ấn cá nhân." Tác giả này còn nói thêm: "Phillip Phillips chưa bao giờ rung chuyển theo cách mà anh ta làm trong "Fly", và anh ấy làm rất tốt. Khi nói rằng ca khúc này không cần thiết phải trở thành một hit trên các đài phát thanh như "Raging Fire" đã làm, tôi không có ý rằng nó sẽ không thể được phát hành trên thị trường mà rằng nó nên được phát hành thành những ca khúc bổ sung. Nó khá tương phản, thực sự là như vậy; cho dù khán giả của Phillip có thể cần một chút thời gian để hòa mình vào không khí đầy chất rock and roll mà anh ấy đã thể hiện trong ca khúc, thì "Fly" vẫn duy trì tốt sự lan tỏa tích cực của những bản hit trong quá khứ — ca khúc chỉ cần thêm một chút phóng khoáng mà thôi. Anh ấy đã sản xuất ra một thứ vừa gây bất ngờ lại vừa thành công rực rỡ, điều này giúp mở ra một kỉ nguyên cho nhạc rock nguyên thủy, thứ mà khán giả chưa được nghe trong một thời gian gian dài từ những nghệ sĩ theo một cách chính cống như cách anh ta có thể mang đến cho khán giả. Chúng là những ca khúc thuộc thể loại heavy rock, rất thích hợp để trở thành ca khúc mở đầu cho soundtrack của một bộ phim!".

## Lịch sử phát hành
| Quốc gia | Ngày phát hành      | Định dạng                         | Nhãn hiệu          |
| -------- | ------------------- | --------------------------------- | ------------------ |
| Mĩ       | 22 tháng 4 năm 2014 | Tải kĩ thuật số, Đĩa đơn quảng bá | Interscope Records |

## Vị trí trên các bảng xếp hạng
| Bảng xếp hạng (2014)                    | Vị trí cao nhất |
| --------------------------------------- | --------------- |
| Nam Hàn Quốc (Gaon International Chart) | 119             |